# Zitronatzitrone

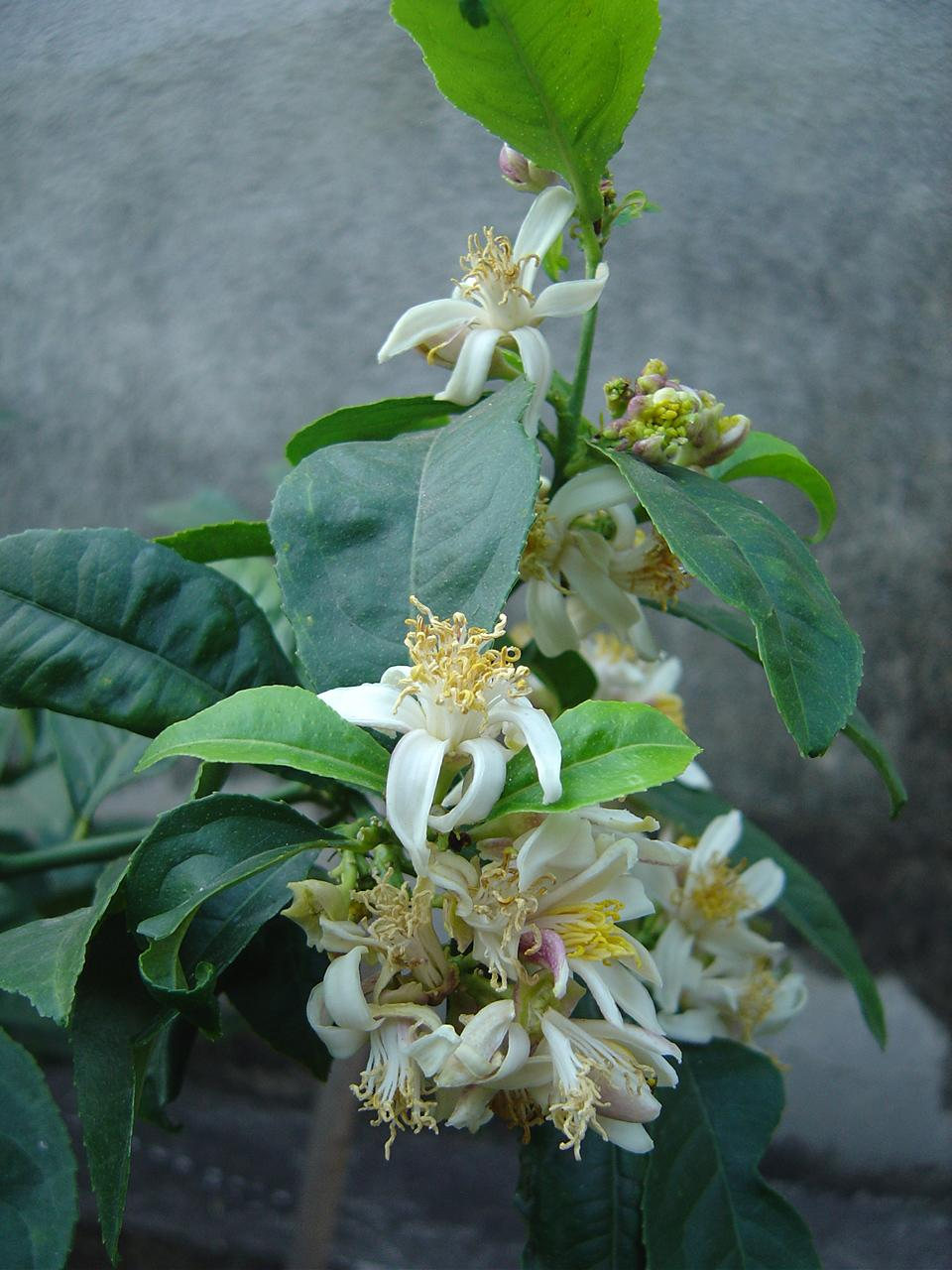
Blüte der Zitronatzitrone

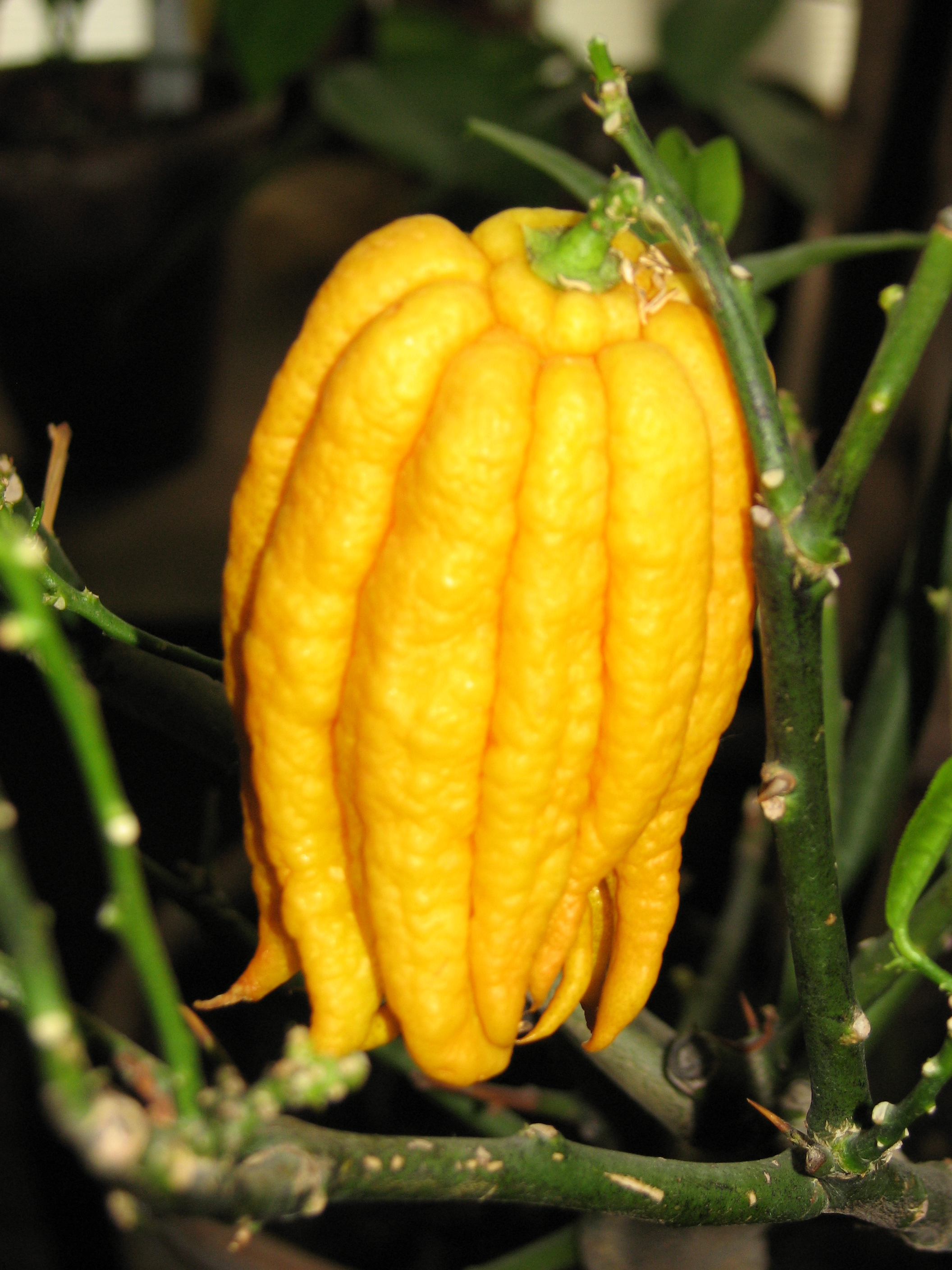
Frucht der Citrus medica var. sarcodactylis

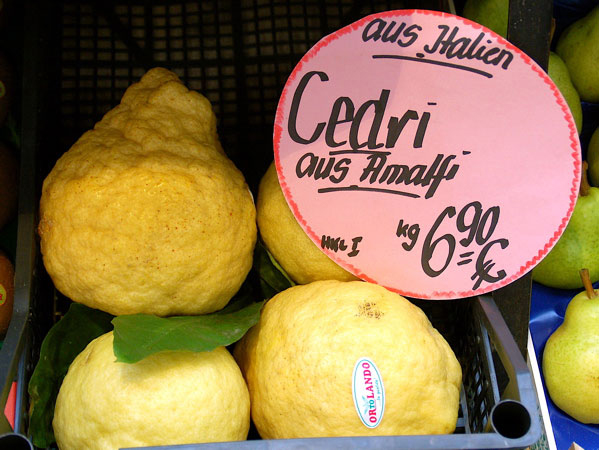
Zitronatzitronen (ital. cedri)

Die Zitronatzitrone oder Cedrat (Citrus medica) ist eine Pflanzenart aus der Gattung der Zitruspflanzen in der Familie der Rautengewächse (Rutaceae). Weitere Bezeichnungen sind Zedrate, medischer Apfel, Apfel aus Medien, Judenapfel, Cedrizitrone, Zedernapfel, Zedernfrucht / Cedernfrucht und Zedrat-Zitrone. Zitronatzitronen gelten als die ersten auf dem europäischen Kontinent angebauten Zitrusfrüchte.
Ursprünglich aus Südostasien stammend wird sie heute vorwiegend in Kalabrien, Sizilien, Marokko, Kreta, Korsika sowie Puerto Rico angebaut. Sie wird zum größten Teil zu Zitronat verarbeitet.

## Name
Das medica im wissenschaftlichen Namen bezieht sich auf das historische Land Medien. Im Italienischen wird die Frucht als cedro (in Bezug auf den zedernfruchtähnlichen Geruch der Zitronatzitrone abgeleitet von griechisch kedrómêlon, „Zedernapfel“) bezeichnet und hat somit denselben Namen wie die Zeder. Die Zitronatzitrone war die erste Zitrusfrucht, die nach Europa eingeführt wurde. Die Zitronatzitrone und indirekt auch die Zeder wurden somit zum Namensgeber der Zitrusfrüchte. Sowohl der deutsche Name Zedrate als auch das deutsche Wort Zitrone leiten sich von der italienischen Bezeichnung cedro ab, gut erkennbar auch bei Zedernbrot, einem Gebäck mit Zitronat. Zitrone bezeichnete in der deutschen Sprache ursprünglich die Zedrate, wurde jedoch später im Deutschen und Französischen auf die Limone (Citrus × limon) übertragen, einer Kreuzung aus der Zitronatzitrone und der Bitterorange. Lateinische Synonyme von Citrus medica L. waren pomum citrinum und Citrum (auch Cytrum). In anderen Sprachen wie dem Englischen heißt die Zitronatzitrone noch immer citron, während die Zitrone mit dem aus dem arabischen ليمون / laimūn entlehnten Wort lemon bezeichnet wird.

## Beschreibung
Der Strauch oder kleine Baum bildet eine unregelmäßig geformte Krone. Die Pflanze ist relativ kurzlebig und bildet nur leichtes Holz. Junge Zweige sind kantig und rötlich gefärbt, sie sind in den Blattachseln mit kurzen, dicken Dornen besetzt.
Die Blätter sind oval, mit stumpfer Spitze und abgerundetem oder keilförmigem Blattgrund. Der Blattrand ist gezahnt. Der Blattstiel ist kurz, nicht oder nur wenig verbreitert. Die Blattspreite ist vom Blattstiel nur undeutlich abgesetzt.
Die duftenden Blüten stehen in wenigblütigen Blütenständen in den Blattachseln. Die Blütenknospen sind rötlich, die Blütenblätter sind oberseits weiß, unterseits rötlich. Etwa 30 bis 40 (60) Staubblätter sind vorhanden. Der Fruchtknoten ist zylindrisch und geht allmählich in den Griffel über. Manchmal bleibt der Griffel auch an der reifen Frucht erhalten. Ein Teil der Blüten ist funktional männlich mit verkümmertem Fruchtknoten.
Die Früchte mit unregelmäßiger, höckeriger, sehr dicker Schale können bis zu 25 cm lang und 4 kg schwer werden. Sie sind oval geformt, oft mit einer Ausstülpung an der Spitze, wie man sie von der Zitrone kennt. Die äußere Schale ist bei der Reife gelb und duftet, darunter befindet sich das dicke weiße Mesokarp. Das Innere der Frucht ist in zehn bis 13 Segmente aufgeteilt, das hellgrüne Fruchtfleisch kann süß oder sauer sein, nimmt aber nur einen geringen Teil der Frucht ein. Die Samen sind glatt, an einem Ende zugespitzt, im Innern weiß. Sie enthalten jeweils nur einen Embryo.
Die Chromosomenzahl beträgt 2n = 18.

## Geschichte
Zitronatzitronen waren die ersten Zitrusfrüchte, die auf dem europäischen Kontinent angebaut wurden. Eingeführt wurden sie durch jüdische Migranten, die sich nach der Eroberung Jerusalems im Jahre 70 nach Christus in Spanien, Griechenland und Italien und hier insbesondere in Kalabrien ansiedelten. Erst mit den arabischen Eroberungen im 9. Jahrhundert brachten arabische Siedler auch Bitterorangen und Zitronen in die eroberten europäischen Regionen.

### Ursprung
Ursprünglich stammt die Zitronatzitrone, neben der Pampelmuse und der Mandarine eine der drei ursprünglichen Arten der Zitrusfrüchte, aus Assam am Fuße des Himalaya. Assam bot diesen Pflanzen mit seinem milden Klima und seinen großen Mengen an Niederschlag ideale Wachstumsbedingungen. Um außerhalb dieser Region in heißeren und trockeneren Gebieten wachsen zu können, benötigt die Pflanze Pflege durch den Menschen. Dass die Pflanze zunächst in einem immer größeren Gebiet in China und Indien angebaut wurde, nennt die Gartenhistorikerin Helena Attlee verblüffend: Die Früchte sind mit ihrer dicken Schale und dem wenigen sauren Saft kaum genießbar, das Holz eignet sich weder als Brennholz noch als Baumaterial, die Pflanze ist empfindlich und wirft kaum Schatten. Sie hat jedoch – in den Worten von Attlee – die fast übernatürliche Eigenschaft, gleichzeitig überreichlich Blüten und goldene Früchte von beeindruckender Größe zu tragen. Alles an ihr duftet: Die dunkelgrünen Blätter, die Blüten, die Früchte und selbst das Holz. Diese bemerkenswerten Charakteristiken führten dazu, dass ihr eine große symbolische Bedeutung zugebilligt wurde.
Die Zitronatzitrone wird in den Veden, einer Sammlung heiliger, vor dem 8. Jahrhundert v. Chr. in Sanskrit geschriebener Texte erwähnt. Sie wird dort mit dem indischen Kubera assoziiert, dem vedischen Gott des Reichtums, der Kaufleute, der Händler und der Schätze der Erde. Aufgrund dieser Zuschreibung und vermutlich wegen der Größe der Frucht und ihrer goldenen Farbe wurde die Zitronatzitrone zum Symbol des Wohlstands. Die Zitronatzitrone taucht erneut in einem verblassten Deckengemälde in einer der Höhlen von Ajanta auf. Die Höhlen entstanden während der Vakataka-Dynastie im 5. Jahrhundert und in einer der Höhlen wechseln sich Szenen aus dem Leben Buddhas mit Darstellungen von Blumen und Früchten ab.

### Antike

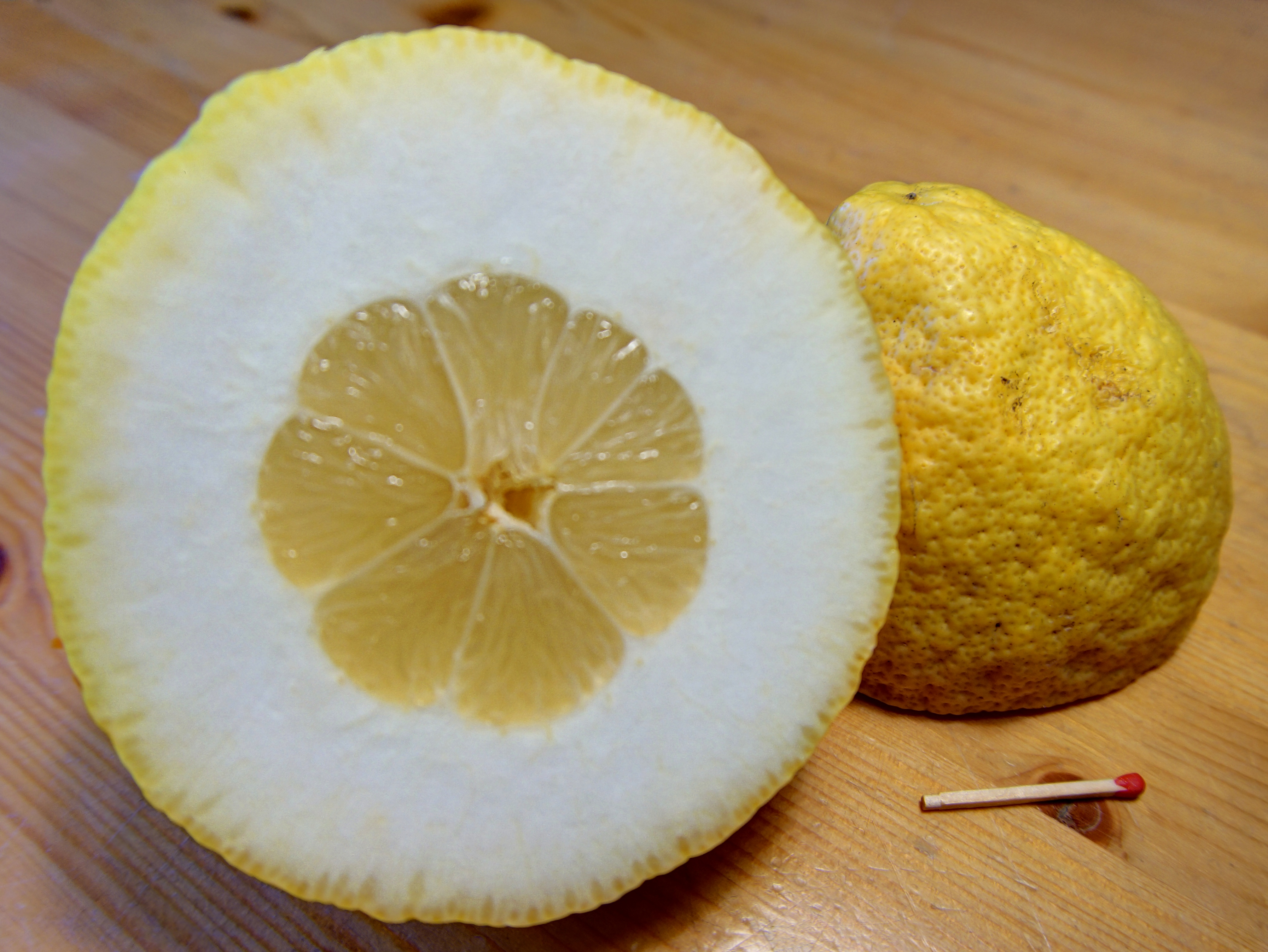
Halbierte Zitronatzitrone
Durchmesser 12 cm

Als im 4. Jahrhundert v. Chr. Alexander der Große das Achämenidenreich eroberte, war die Zitronatzitrone dort bereits weit verbreitet. In seinem Gefolge erfassten griechische Gelehrte die Besonderheiten der eroberten Regionen, darunter auch die angebauten Pflanzen. Die Zitronatzitrone beschrieben sie als „medischen Apfel“. Die gesammelten Aufzeichnungen gelangten nach Alexanders Tod 323 v. Chr. nicht nach Griechenland, sondern verblieben in den Archiven von Babylon. Der altgriechische Naturforscher Theophrast nutzte sie als eine der Quellen für seine Naturgeschichte der Gewächse, die um das Jahr 310 v. Chr. entstand. Im Buch IV, Kapitel IV erwähnte er die Zitronatzitrone, die er als persische Frucht bezeichnete, und empfahl sie zur Abwehr von Motten. Durch Theophrast, der Zitronatzitronen wahrscheinlich niemals selbst gesehen hatte und immer betonte, dass sein Wissen aus zweiter oder dritter Hand stammte, ist überliefert, dass im damaligen Anbaugebiet die Zitronatzitrone als nicht essbar eingeordnet wurde. Ihr Saft galt jedoch als Gegenmittel bei Vergiftungen, da er gemischt mit Wein Erbrechen auslöse.
Die römischen Schriftsteller, die sich wie beispielsweise Plinius der Ältere zur Pflanzenwelt äußerten, beschränkten sich über vier Jahrhunderte darauf, Theophrasts Hinweise wiederzugeben und kannten die Pflanze offenbar nicht aus eigener Anschauung. Der erste römische Schriftsteller, der mit dieser Tradition brach, war Palladius: In seinem gegen Ende des 4. oder zu Beginn des 5. Jahrhunderts geschriebenen Werk Opus agriculturae widmete er ein Kapitel den Zitronatzitronen, die er auf seinen eigenen Zitrusplantagen auf Sardinien und in der Nähe Neapels anbaute. Er gab dort detaillierte Hinweise zu ihrer Pflege. In der Sammlung römischer Rezepte De re coquinaria, die einem Apicius zugeschrieben wird und in ihrer überlieferten Fassung aus dem 3. oder 4. Jahrhundert n. Chr. stammt, wird unter anderem ein Saucenrezept beschrieben, bei dem Zitronenschale mit Minze und Fenchel in einer Brühe verwendet wird. Es gibt jedoch bereits zuvor Hinweise darauf, dass Zitronatzitronen im römischen Reich zunehmende Verbreitung fanden: Auf einer Reihe von bronzenen Drachmen aus der Regierungszeit des römischen Kaisers Antoninus Pius (138 bis 161 n. Chr.) werden die Taten des antiken Sagenhelden Herakles dargestellt; dabei symbolisieren zitronenförmige Früchte die goldenen Äpfel der Hesperiden. Da die Zitrone noch unbekannt war, muss es sich dabei um Zitronatzitronen handeln.

### Neuzeit

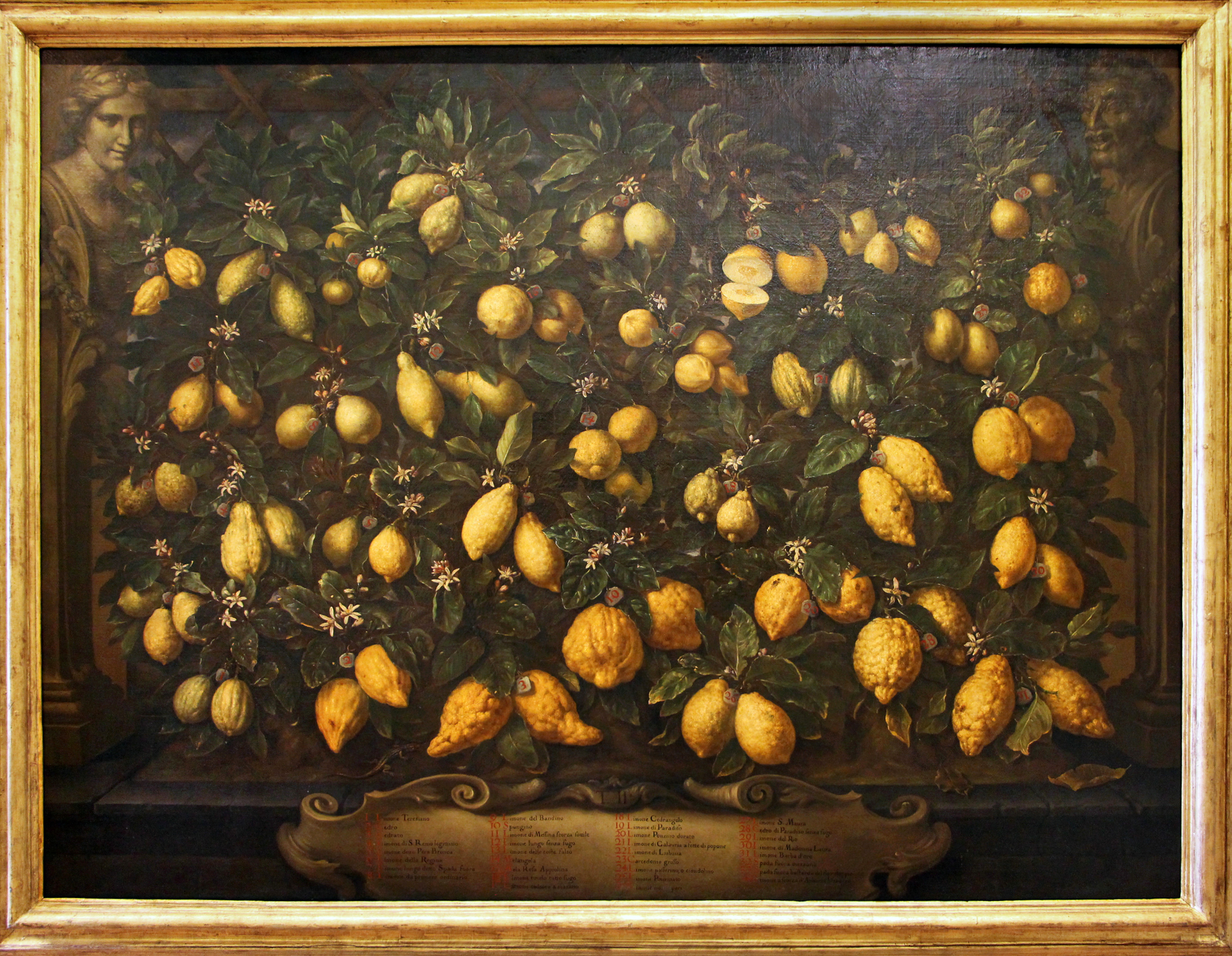
Bartolomeo Bimbi, 1715. Dargestellt sind Zitronen und Zitronatzitronen.

Goldfarbene Zitruspflanzen hatten diese Bedeutung auch noch in den Renaissancegärten wohlhabender italienischer Familien. Als herausragende Sammlung von Zitruspflanzen galt die der Familie Medici, die auf das Jahr 1537 zurückgeht: Niccolò Tribolo begann zu diesem Zeitpunkt damit, die Gartenanlagen der Villa Medici von Castello anzulegen und nutzte dabei Zitruspflanzen, um eine Verbindung zwischen der Medici-Familie und den heroischen Tugenden des Herakles zu unterstreichen.
Die heute gewohnte Unterscheidung zwischen Zitronatzitronen, Orangen und Zitronen hat ihren Beginn in der Barockzeit. Der Jesuit und Botaniker Giovanni Baptista Ferrari gab 1646 mit Hesperides, sive, De Malorum aureorum cultura et usu (Hesperides, oder, die Kultivierung und Nutzung der goldenen Äpfel) eine Bestandsaufnahme der zur damaligen Zeit angebauten Zitruspflanzen heraus. Statt auf antiken Texten aufzubauen, hatte Ferrari unterstützt von seinem Freund Cassiano dal Pozzo einen Fragebogen an Anbauer von Zitrusfrüchten in ganz Italien gesendet und darin um Auskunft über den Namen der Pflanze, der Herkunft des Namens, das Aussehen des Baums, der Blätter, der Blüte und der Frucht sowie deren Verwendung ersucht. In seiner Auswertung teilte Ferrari Zitruspflanzen dann in drei klar unterschiedene Kategorien ein: Zitronatzitronen, Zitronen und Orangen.

## Verwendung

### Rituelle Bedeutung

#### Judentum

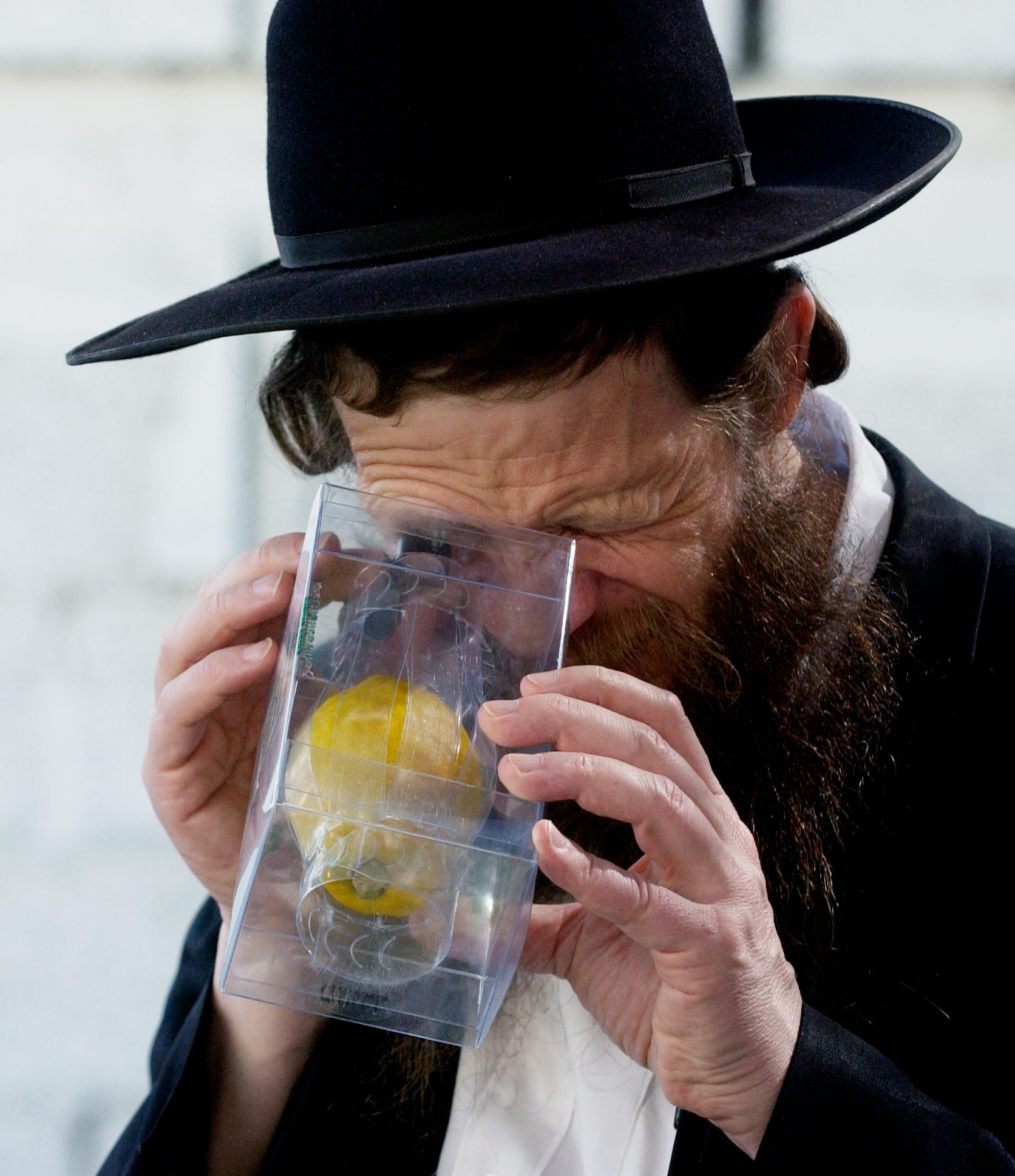
Eine Zitronatzitrone wird von einem chassidischen Juden darauf untersucht, ob sie ohne jeglichen Fehl ist. Nur dann darf sie als Etrog verwendet werden.

Die jüdischen Migranten, die nach der Eroberung Jerusalems im Jahre 70 n. Chr. an der südlichen Europaküste siedelten, führten dort die Zitronatzitrone ein, weil diese eine rituelle Bedeutung während des Laubhüttenfestes hat. Die Zitronatzitrone gehört, als sogenannter Etrog, zu dem im 3. Buch Mose 23,40  vorgeschriebenen Feststrauß, der aus Palmzweig (Lulav), Myrtenzweig (Hadassim), Bachweide (Arawot) und Paradiesapfel (Etrog) gebildet wird. Wörtlich wird letzterer als „Frucht des Baumes Hadar“ bezeichnet, gemäß dem babylonischen Talmud, Traktat Sukka 34 als Etrog bezeichnet und traditionell mit dem Apfel des Paradieses identifiziert, von dem Adam genommen hat. Seit dem babylonischen Exil (597–539 v. Chr.) kannten Juden die Zitronatzitrone. Als Symbol der religiösen und nationalen Einheit der Juden taucht sie auf zahlreichen Fresken, Mosaiken, Grabmälern und rituellen Gegenständen ab dem 1. Jahrhundert v. Chr. auf.
Die als Etrog verwendeten Früchte dürfen nicht von einem gepfropften Baum stammen und müssen ohne jeglichen Fehl sein: Sie dürfen keinerlei Spuren von Insektenfraß haben und müssen von einheitlicher Farbe sein.
Die unterschiedlichen Gruppierungen innerhalb des Judentums nutzen verschiedene Varietäten der Zitronatzitrone als Etrog, die Gartenhistorikerin Attlee spricht von mindestens 12 deutlich unterscheidbaren Varietäten. Die Festlegung erfolgt durch den jeweiligen Posek. Die Lubawitscher Juden, eine chassidische Gruppierung innerhalb des Orthodoxen Judentums, verwenden auf Weisung ihres Rebbes Menachem Mendel Schneerson als Etrog beispielsweise die Citrus Media ‚Diamante‘. Diese Varietät wächst ausschließlich entlang eines 40 Kilometer langen Küstenstreifens entlang der nordkalabrischen Küste zwischen Tortora und Belvedere Marittimo. Die Bäume werden zweimal im Jahr abgeerntet. Die Erntezeit, die in etwa im Monat August stattfindet, wird fast ausschließlich für das Laubhüttenfest (Sukkot) verwendet. Es finden sich in dieser Zeit zahlreiche Vertreter dieser Glaubensrichtung im Norden Kalabriens ein, die überwachen, dass die Früchte von Plantagen stammen, die den Anforderungen entsprechen und passende Früchte für die Lubawitscher Gemeinden aufkaufen, die sich heute in aller Welt befinden. Nur ein sehr kleiner Teil der Ernte entspricht den hohen Anforderungen an den Etrog. Makellose Früchte, die den Anforderungen entsprechen, werden für Preise zwischen € 25 und € 250 gehandelt.

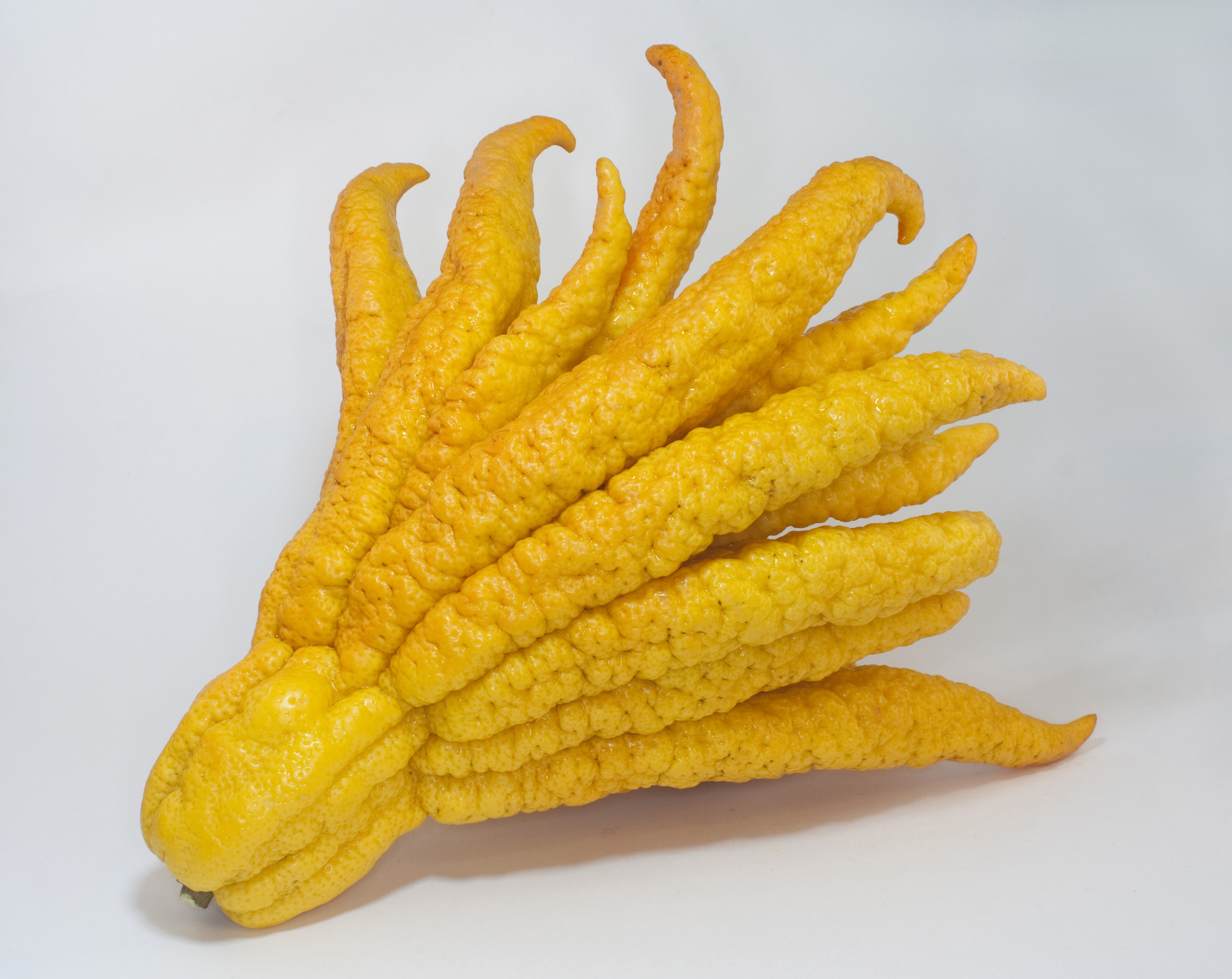
Buddhas Hand

#### Buddhismus
Im Buddhismus hat die Zitronatzitrone ebenfalls eine rituelle Bedeutung: In buddhistischen Tempeln wird sie als Opfergabe verwendet. Traditionell gilt Citrus medica var. sarcodactylis, auf Deutsch auch Buddhas Hand genannt, als die Sorte, die Buddha bevorzugt hat. Charakteristisch ist für diese Varietät, dass die einzelnen Fruchtsegmente einzeln von der Schale umgeben sind. Dies führt zu einer Frucht, die entfernt einer Hand ähnelt. Die Früchte sind aufgrund ihrer Form dekorativ, haben einen angenehmen Duft, enthalten jedoch kein safthaltiges Fruchtfleisch. Geschätzt sind besonders die Exemplare, die an eine geschlossene Hand erinnern, da sie an die Handhaltung während eines Gebetes erinnern. In China symbolisiert Buddhas Hand Glück, Zufriedenheit und ein langes Leben. Sie ist auch ein traditionelles Neujahrsgeschenk.

### Lebensmittel

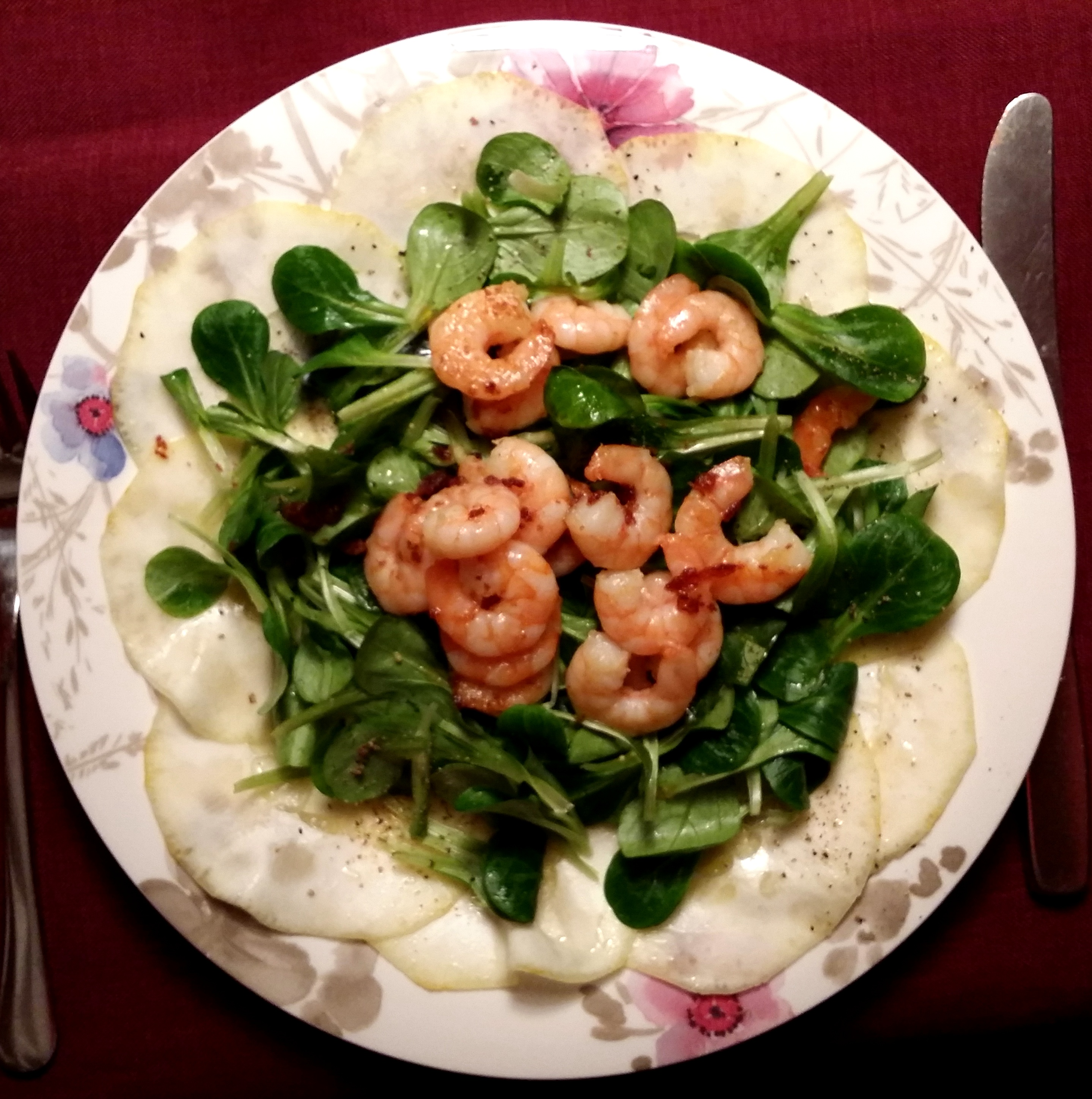
Zitronen-Carpaccio

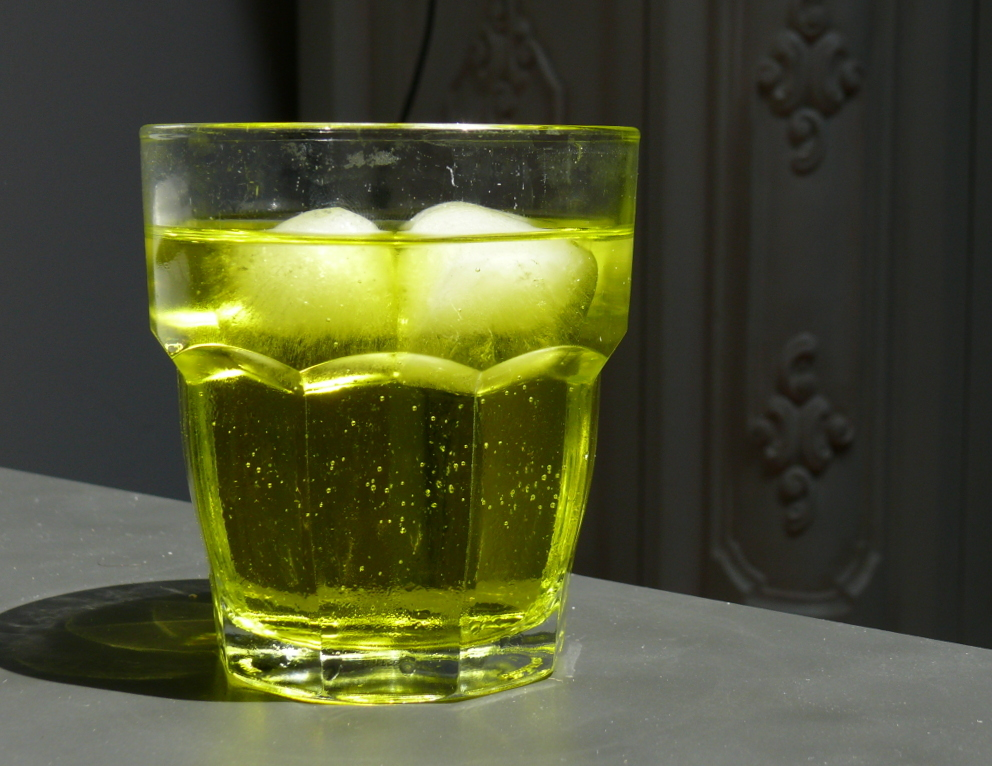
Ein Glas mit Cedrata

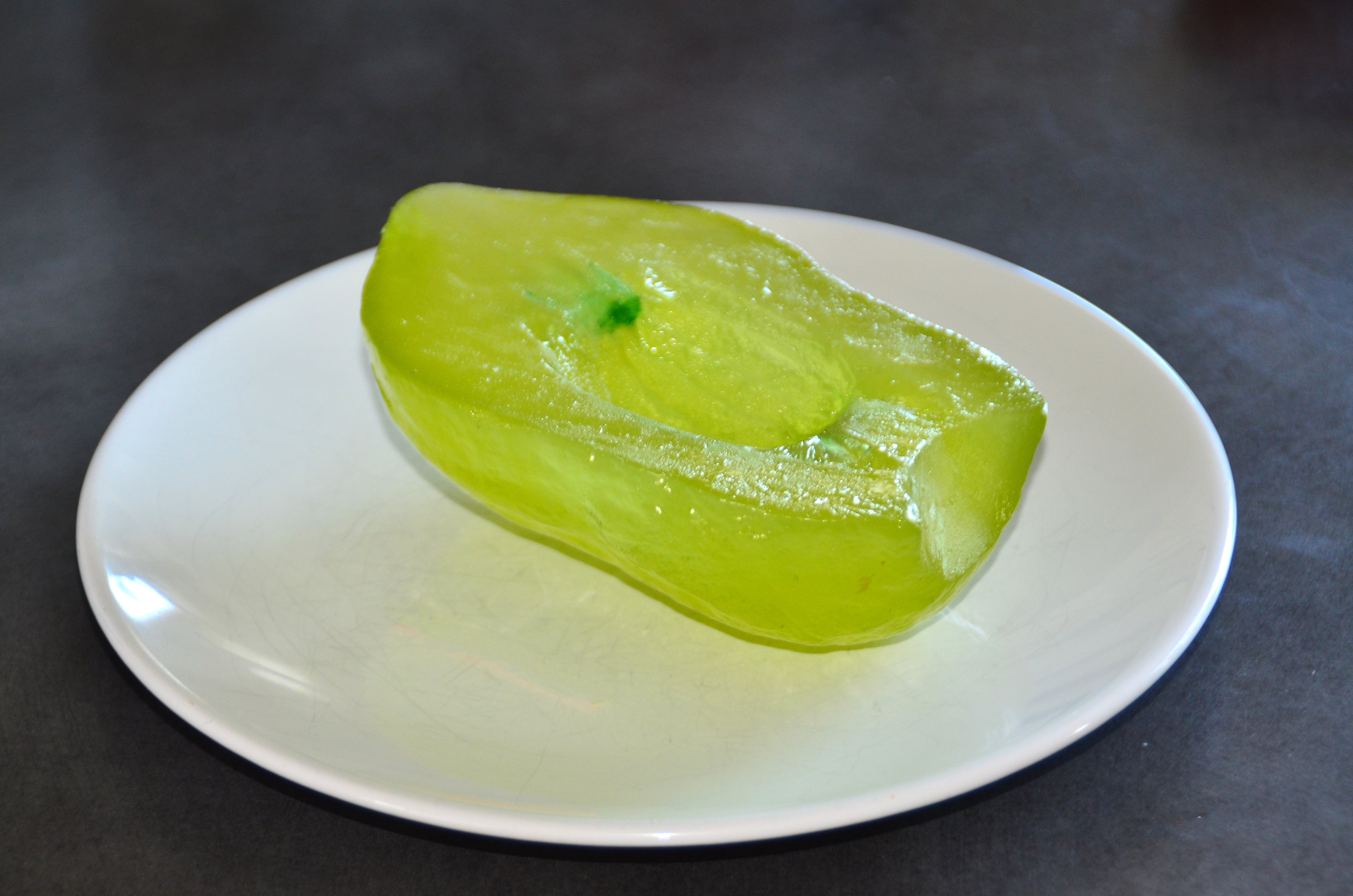
Zitronat

Das spärliche Fruchtfleisch wird frisch selten verwertet, weil es sehr bitter schmeckt. Die gelblich-grüne bis goldgelbe Schale hingegen wird zu Zitronat, Konfitüre und Likör verarbeitet. Das ätherische Öl findet auch in der Parfümherstellung Verwendung.
Aus dem Cedro wird der Grundstoff für ein in Italien verbreitetes Erfrischungsgetränk namens Cedrata gewonnen.
In Süditalien, insbesondere in Sizilien, stellen die Einheimischen aus dem Cedro eine erfrischende, würzige Speise her. Für dieses Cedri-Carpaccio (Insalata di Cedri) wird die ganze, gründlich gewaschene Frucht in dünne Scheiben geschnitten und in Salz, Zucker, Pfeffer und Olivenöl eingelegt und beispielsweise mit Rucola und gegrillten Gambas als Vorspeise serviert.

## Sorten
Innerhalb der Art sind vor allem die folgenden Sorten von Bedeutung:
- Citrus medica var. sarcodactylis (altgr. „fleischfingrige“) Hoola van Nooten, Swingle, Citrus medica var. digitata, in verschiedenen Sprachen auch Buddhas Hand (chinesisch 佛手柑, japanisch ブッシュカン, vietnamesisch Phật thủ) genannte Frucht.
- Citrus medica „Diamante“: Neben ihrer Verwendung als Etrog durch Lubowitscher Juden wird aus ihrer Schale durch Fermentation, Einzuckern und Trocknung das bekannte Zitronat hergestellt.

Folgende früher betrachtete Varietäten werden aktuell anderen Arten zugeordnet:
- Citrus medica var. acida (Roxb.) Hook. f.: Ist jetzt Citrus × aurantiifolia (Christm.) Swingle.
- Citrus medica var. limon L.: Ist jetzt Citrus × limon (L.) Burm. f.